# Општина Умбрарешти (Галац)
Умбрарешти (рум. Umbrăreşti) општина је у Румунији у округу Галац.
Oпштина се налази на надморској висини од 22 m.